# Breitlingssalmler
Die Breitlingssalmler (Curimatidae) sind eine Familie mittel- und südamerikanischer Süßwasserfische. Ihr Verbreitungsgebiet reicht vom südlichen Costa Rica bis zum nördlichen Argentinien, etwas südlich von Buenos Aires. Sie kommen auch westlich der Anden vom Río Atrato im nordwestlichen Kolumbien bis zum nordwestlichen Peru vor. Die meisten Arten leben in den Flussgebieten des Amazonas und des Orinoko.

## Merkmale
Breitlingssalmler werden 4 bis 32 Zentimeter lang. Ihr Körper kann spindelförmig oder hochrückig und seitlich abgeflacht sein. Im Unterschied zu fast allen anderen Salmlerartigen fehlen den Curimatidae sämtliche Kieferzähne. Die einzige zweite kieferzahnlose Salmlergruppe ist die Gattung Anodus aus der Familie der Keulensalmler (Hemiodontidae).

## Ökologie
Breitlingssalmler sind sehr häufig und bilden in vielen Flüssen einen großen Anteil der Fischpopulation. Deshalb sind sie bedeutend für die Ernährung von Raubfischen und anderen fischfressenden Tieren und werden auch vom Menschen befischt. Breitlingssalmler ernähren sich von organischen Belägen, Algen und Detritus. Einige Arten unternehmen in großen Schulen Wanderungen in ihre Laichgebiete.

## Gattungen und Arten
- Gattung Curimata (Bosc, 1817)
  - Curimata acutirostris
  - Curimata aspera
  - Curimata cerasina
  - Curimata cisandina
  - Curimata cyprinoides
  - Curimata incompta
  - Curimata inornata
  - Curimata knerii
  - Curimata macrops

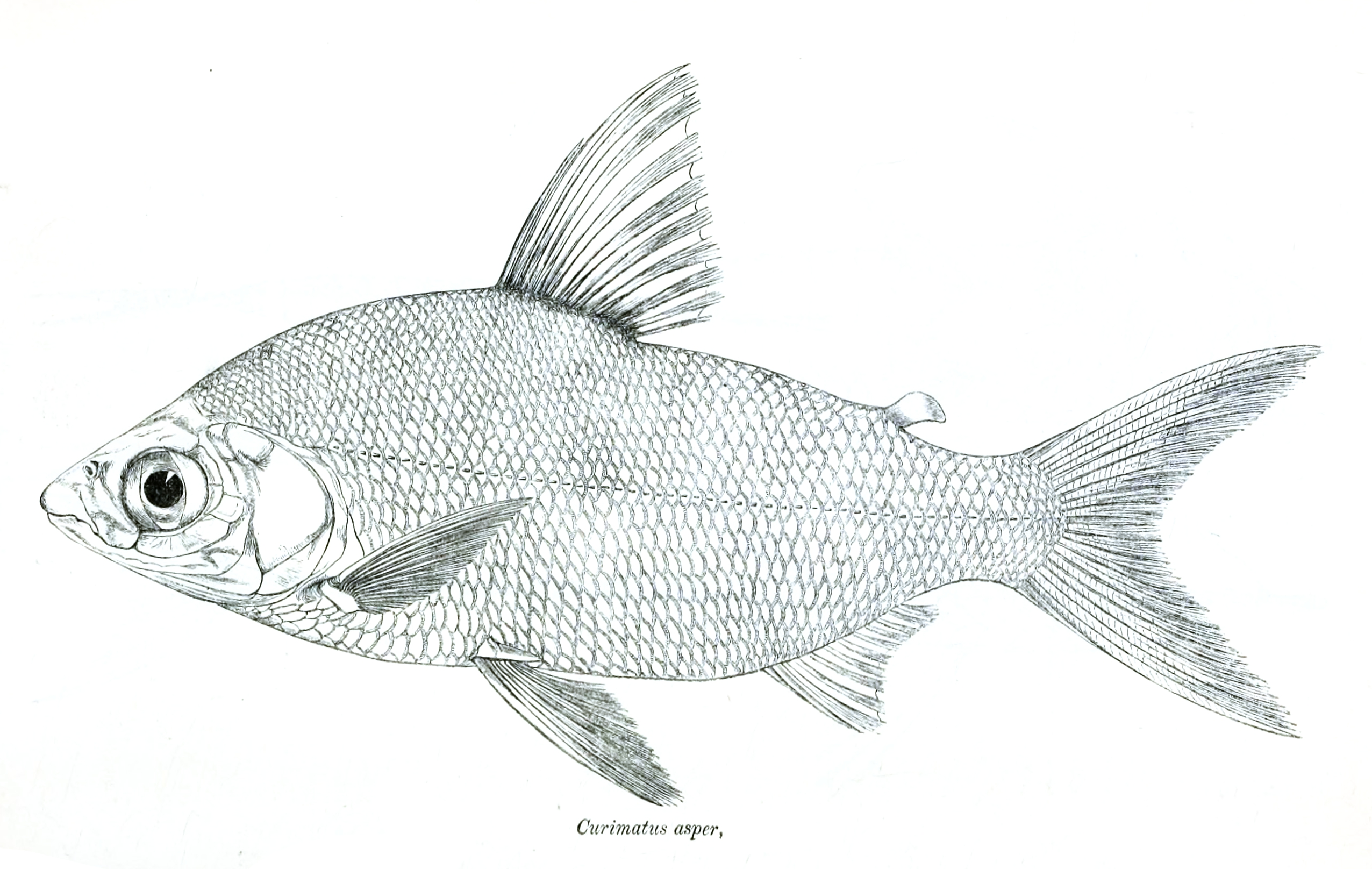
Curimata aspera

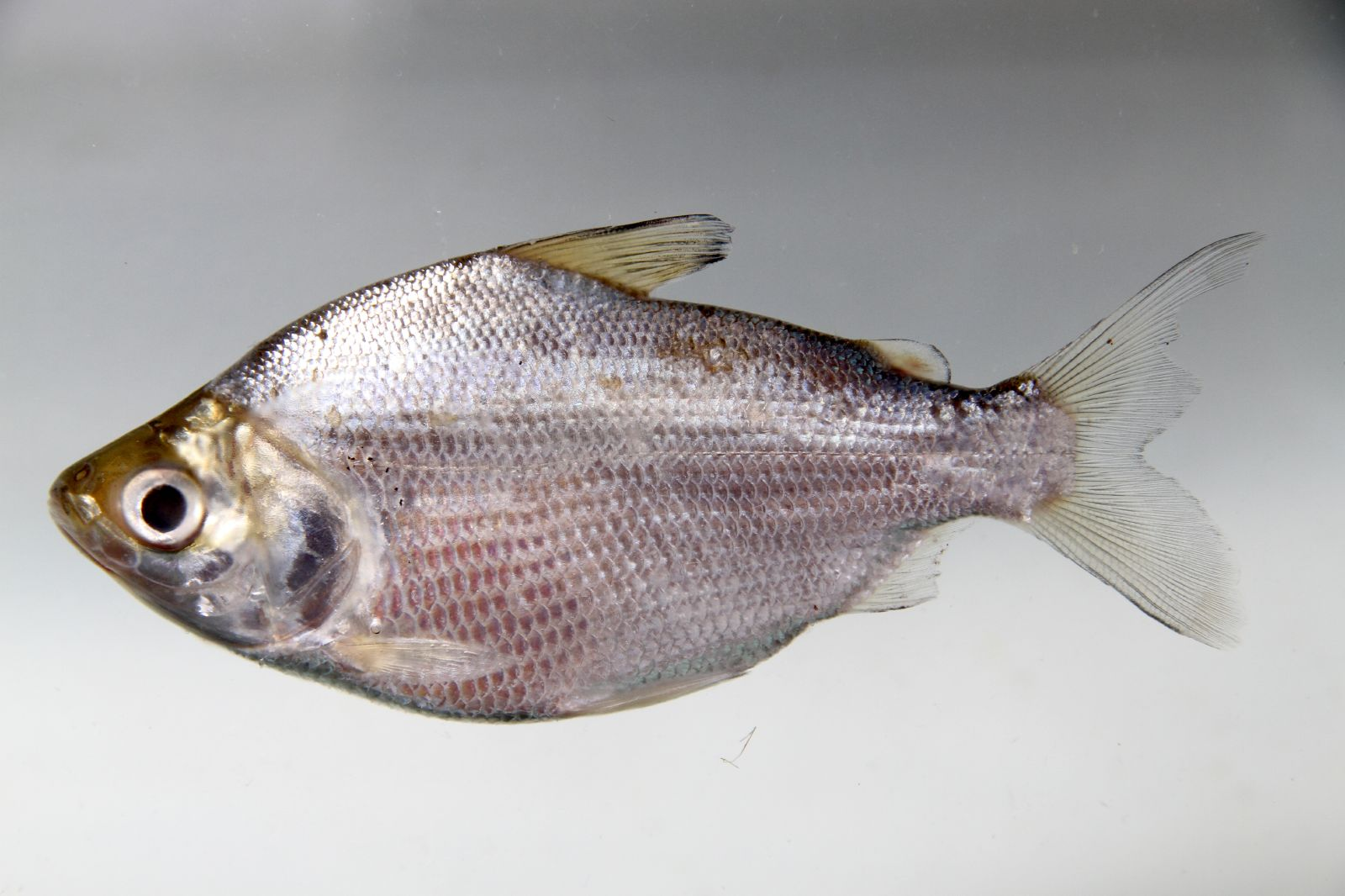
Curimata cf. cyprinoides

  - Curimatopsis melanura Dutra et al., 2018
  - Curimata mivartii
  - Curimata ocellata
  - Curimata roseni
  - Curimata vittata
- Gattung Curimatella (Eigenmann & Eigenmann, 1889)
  - Curimatella alburna
  - Curimatella dorsalis
  - Curimatella immaculata
  - Curimatella lepidura
  - Curimatella maculosa
  - Curimatella meyeri
- Gattung Curimatopsis (Steindachner, 1876)
  - Curimatopsis crypticus
  - Curimatopsis evelynae
  - Curimatopsis guaporensis Melo & Oliveira, 2017
  - Curimatopsis jaci Melo & Oliveira, 2017
  - Curimatopsis macrolepis
  - Curimatopsis microlepis
  - Curimatopsis myersi
  - Curimatopsis pallida Melo & Oliveira, 2017
- Gattung Cyphocharax (Fowler, 1906)
  - Cyphocharax abramoidesCyphocharax sp.
  - Cyphocharax albula Lütken, 1875
  - Cyphocharax aninha
  - Cyphocharax boiadeiro Melo, 2017
  - Cyphocharax corumbae
  - Cyphocharax festivus
  - Cyphocharax gangamon
  - Cyphocharax gilbert
  - Cyphocharax gillii
  - Cyphocharax gouldingi
  - Cyphocharax helleri

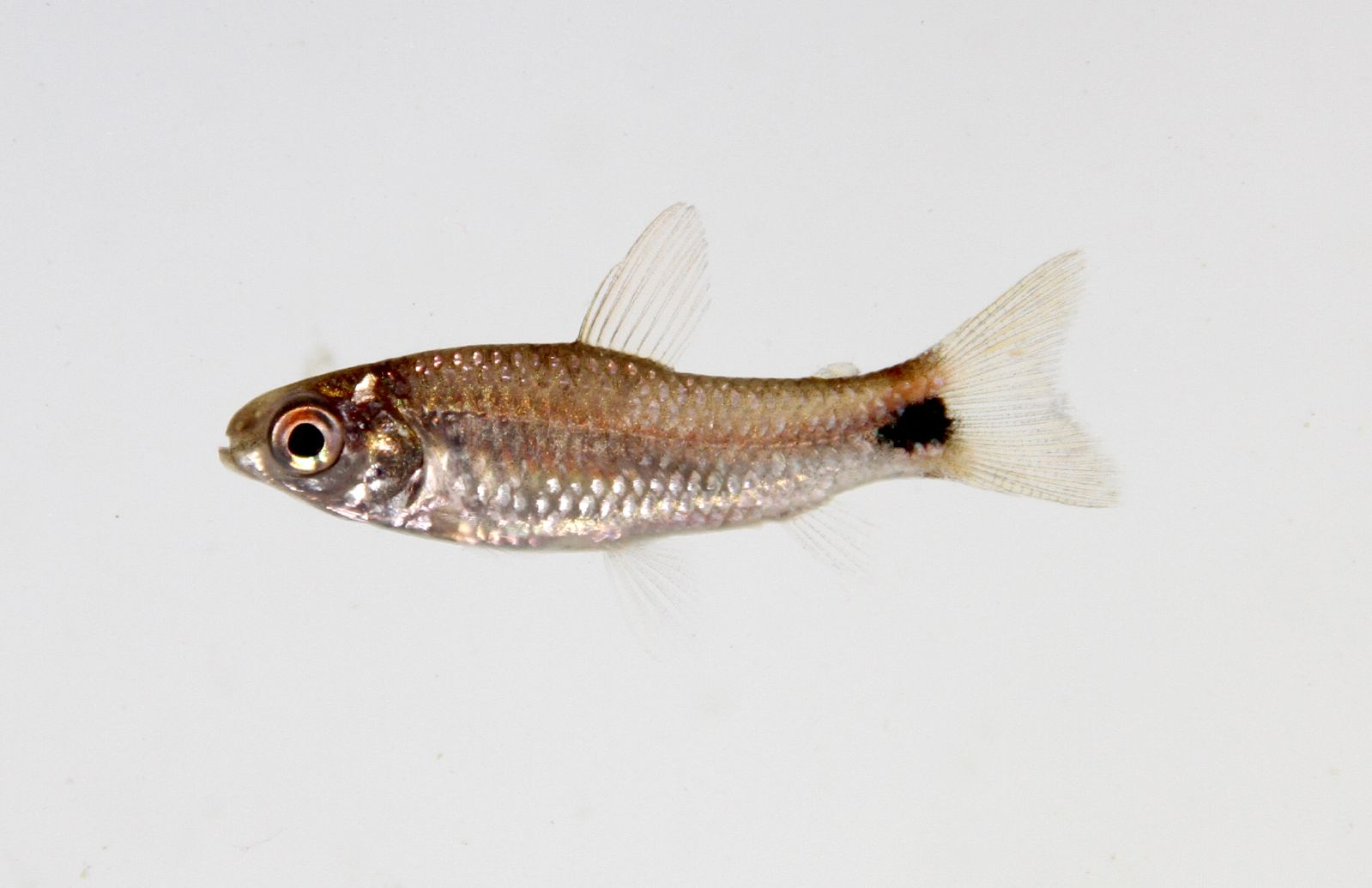
Cyphocharax sp.

  - Cyphocharax jagunco Dutra et al., 2016
  - Cyphocharax laticlavius
  - Cyphocharax leucostictus
  - Cyphocharax magdalenae
  - Cyphocharax meniscaprorus
  - Cyphocharax mestomyllon
  - Cyphocharax microcephalus
  - Cyphocharax modestus
  - Cyphocharax multilineatus
  - Cyphocharax nagelii
  - Cyphocharax nigripinnis
  - Cyphocharax notatus
  - Cyphocharax oenas
  - Cyphocharax pantostictos
  - Cyphocharax platanus
  - Cyphocharax plumbeus
  - Cyphocharax punctatus
  - Cyphocharax saladensis
  - Cyphocharax santacatarinae
  - Cyphocharax sanctigabrielis Melo & Vari, 2014
  - Cyphocharax signatus
  - Cyphocharax spilotus
  - Cyphocharax spiluropsis
  - Cyphocharax spilurus
  - Cyphocharax stilbolepis
  - Cyphocharax vanderi
  - Cyphocharax vexillapinnus
  - Cyphocharax voga
- Gattung Potamorhina (Cope, 1878)
  - Potamorhina altamazonica
  - Potamorhina laticeps
  - Potamorhina latior
  - Potamorhina pristigaster
  - Potamorhina squamoralevis
- Gattung Psectrogaster (Eigenmann & Eigenmann, 1889)
  - Psectrogaster amazonica
  - Psectrogaster ciliata
  - Psectrogaster curviventris
  - Psectrogaster essequibensis
  - Psectrogaster falcata
  - Psectrogaster rhomboides
  - Psectrogaster rutiloides
  - Psectrogaster saguiru
- Gattung Pseudocurimata (Fernández-Yépez, 1948)
  - Pseudocurimata boehlkei
  - Pseudocurimata boulengeri
  - Pseudocurimata lineopunctata
  - Pseudocurimata patiae
  - Pseudocurimata peruana
  - Pseudocurimata troschelii
- Gattung Steindachnerina (Fowler, 1906)
  - Steindachnerina amazonica
  - Steindachnerina argentea
  - Steindachnerina atratoensis
  - Steindachnerina bimaculata
  - Steindachnerina binotata
  - Steindachnerina biornata
  - Steindachnerina brevipinna
  - Steindachnerina conspersa
  - Steindachnerina dobula
  - Steindachnerina elegans
  - Steindachnerina fasciata
  - Steindachnerina gracilis
  - Steindachnerina guentheri
  - Steindachnerina hypostoma
  - Steindachnerina insculpta
  - Steindachnerina leucisca
  - Steindachnerina notonota
  - Steindachnerina planiventris
  - Steindachnerina pupula
  - Steindachnerina quasimodoi
  - Steindachnerina steindachneri
  - Steindachnerina varii